# ألبرتو أسكاري
البرتو اسكاري (بالإيطالية: Alberto Ascari)‏ مواليد 13 يوليو 1918، هو سائق فورملا 1 إيطالي سابق كان قد بدأ مسيرته الاحترافية عام 1950. حائز على بطولة العالم للفورملا 1. كان أول سباق له هو جائزة الهند الكبرى 1950، حقق أول فوز له في جائزة ألمانيا الكبرى 1951. خاض خلال مسيرته 33 سباقاً، فاز في 13 منها.

## روابط خارجية
- البرتو اسكاري على موقع IMDb (الإنجليزية)
- البرتو اسكاري على موقع الموسوعة البريطانية (الإنجليزية)
- البرتو اسكاري على موقع Racing-Reference.info (الإنجليزية)
- البرتو اسكاري على موقع DriverDB.com (الإنجليزية)